# Clara María González de Amezúa
Clara María González de Amezúa Noriega (Madrid, 26 de desembre de 1929 - Madrid, 16 d'agost de 2024) va ser una empresària, escriptora i gastrònoma espanyola. El 2015 la Reial Acadèmia de Gastronomia li va concedir el Premi Nacional de Gastronomia.

## Biografia
Va néixer el 26 de desembre de 1929 a Madrid al si d'una família acomodada. El seu pare, Agustín González de Amezúa, era un intel·lectual amb una intensa activitat cultural i social que va arribar a presidir la Reial Acadèmia de la Història. El seu germà Ramon González de Amezúa va ser organista i director de la Reial Acadèmia de Belles Arts de San Fernando.
Des de molt jove va tenir clar que es volia dedicar professionalment a la gastronomia i va aprendre a cuinar llegint autors com Escoffier, i observant, durant dos anys, la cuina d'Horcher, on passava els dies asseguda. Posteriorment es va formar a les escoles Le Cordon Bleu de París i L'École de Cuisine La Varenne (parlava perfectament francès i anglès) i el 1970, en un viatge als Estats Units, va descobrir un local a Nova York on es podien comprar uns utensilis de cuina molt seleccionats, cosa que va ser el detonant per prendre la decisió d'obrir un establiment similar a Madrid. York, on una senyora impartia cursos de cuina i fleca, i va utilitzar l'herència del seu pare per posar en marxa Alambique amb tres sòcies: Helena Lind, sueca; Giuliana Calvo Sotelo, italiana, i l'editora valenciana Amparo Soler.
Al llarg de la seva carrera ha destacat en la difusió de la cuina i dels productes espanyols cooperant amb el Ministeri d'Agricultura, l'ICEX i el Consell Oleícola Internacional, on va estar 18 anys defensant les virtuts de l'oli d'oliva verge extra que es produïa a Espanya.